# Tectoppia nigricans
Tectoppia nigricans är en kvalsterart som beskrevs av Wallwork 1961. Tectoppia nigricans ingår i släktet Tectoppia och familjen Oppiidae. Inga underarter finns listade i Catalogue of Life.